# Hardenhuish
Hardenhuish är en stadsdel i Chippenham, i civil parish Chippenham, i distriktet Wiltshire, i grevskapet Wiltshire, i England. Hardenhuish var en civil parish fram till 1934 när blev den en del av Langley Burrell Without. Civil parish hade 188 invånare år 1931. Byn nämndes i Domedagsboken (Domesday Book) år 1086, och kallades då Hardenehus.